# Мастрюков, Николай Трофимович
Никола́й Трофи́мович Мастрюко́в (1915—1943) — лейтенант Рабоче-крестьянской Красной Армии, участник Великой Отечественной войны, Герой Советского Союза (1944).

## Биография
Николай Мастрюков родился 7 февраля (25 января - по старому стилю) 1915 года в селе Малый Буртас (ныне — Пачелмский район Пензенской области). Окончил семь классов школы. В 1937 году Мастрюков был призван на службу в Рабоче-крестьянскую Красную Армию. С ноября 1941 года — на фронтах Великой Отечественной войны. К сентябрю 1943 года гвардии лейтенант Николай Мастрюков командовал эскадроном 53-го гвардейского кавалерийского полка 15-й гвардейской кавалерийской дивизии 7-го гвардейского кавалерийского корпуса 61-й армии Центрального фронта. Отличился во время битвы за Днепр.
21 сентября 1943 года эскадрон Мастрюкова переправился через реку Снов и освободил село Смяч Щорского района Черниговской области Украинской ССР; 23 сентября переправился через Днепр и принял активное участие в боях за освобождение села Неданчичи Репкинского района той же области, отразив три немецких контратаки и уничтожив около 120 вражеских солдат и офицеров. 17 ноября 1943 года Мастрюков погиб в бою. Похоронен в городе Василевичи Гомельской области Белоруссии.
Указом Президиума Верховного Совета СССР «О присвоении звания Героя Советского Союза генералам, офицерскому, сержантскому и рядовому составу Красной Армии» от 15 января 1944 года за «образцовое выполнение боевых заданий командования на фронте борьбы с немецкими захватчиками и проявленными при этом отвагу и геройство» гвардии лейтенант Николай Мастрюков посмертно был удостоен высокого звания Героя Советского Союза.
Также посмертно был награждён орденом Ленина.
В честь Мастрюкова назван сквер в деревне Бабичи Речицкого района Гомельской области Белоруссии.